# Aarno Niini

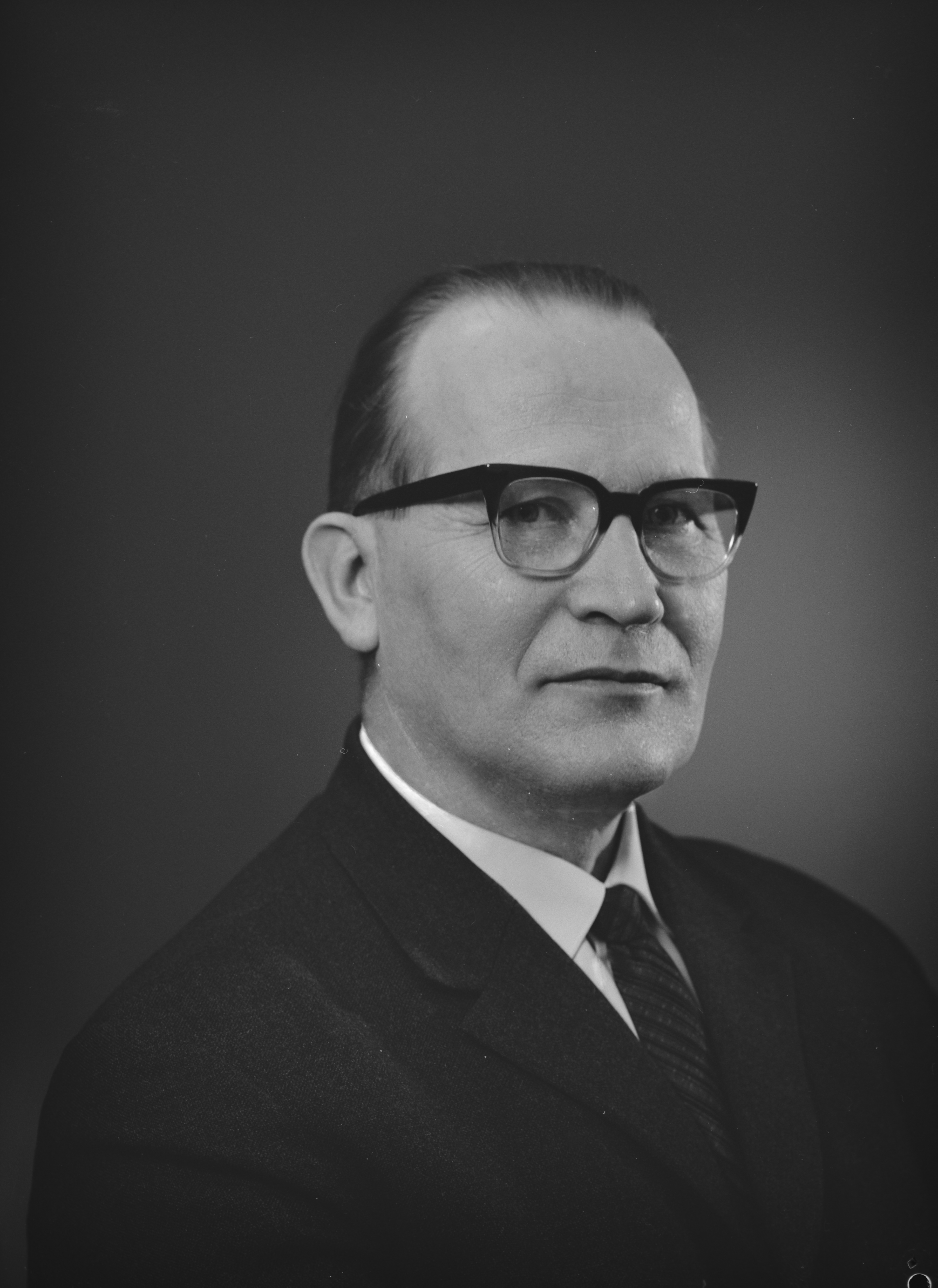
Aarno Niini.

Aarno Maurits Niini (till 1926 Lind), född 13 januari 1905 i Björneborg, död 20 juni 1972 i Helsingfors, var en finländsk fysiker. Han var bror till Eino och Risto Niini. 
Niini, som var son till timmerman Johan K. Lind och Sofia Amanda Naski, blev student 1925, filosofie kandidat 1929 samt filosofie licentiat och filosofie doktor 1937. Han var assistent vid Helsingfors universitet 1929–1937, överlärare vid Tammerfors tekniska läroanstalt 1937–1942, avdelningschef och överdirektör i avdelningen för yrkesutbildning vid handels- och industriministeriet 1942–1954 och från 1955 samt biträdande professor i fysik vid Tekniska högskolan i Helsingfors 1954. Han var docent i fysik vid Helsingfors universitet 1938–1949 och 1951–1956, vid Tekniska högskolan 1953–1954 och tillförordnad professor 1955. 
Niini var avdelningschef i avdelningen för skolnings- och upplysningsärenden vid delegationen för krigsskadeståndsindustrin 1945–1948. Han var andre handels- och industriminister (opolitisk) i Reino R. Lehtos regering 1963–1964. Han var kurator för Satakuntalainen Osakunta 1929–1935 samt ordförande och ledamot i olika statskommittéer från 1943. Han skrev artiklar i tidskrifter och Iso Tietosanakirja. Han blev adjungerad ledamot av Finska Vetenskapsakademien 1941 och tilldelades professors titel 1959.